# Melormenis viridifusca
Melormenis viridifusca är en insektsart som först beskrevs av Melichar 1902.  Melormenis viridifusca ingår i släktet Melormenis och familjen Flatidae. Inga underarter finns listade i Catalogue of Life.